# Anges et Faucons
Ne doit pas être confondu avec Anges et Démons (roman).
Anges et Faucons est le vingt-neuvième album et les trente-quatrième et trente-cinquième histoires de la série Yoko Tsuno de Roger Leloup. Il est publié le 27 septembre 2019. Il est prépublié dans Spirou à partir du no 4239 du 10 juillet 2019.

## Structure du récit
L'album compte 62 pages au lieu des traditionnelles 48 pages, mais juxtapose en fait deux histoires sans lien entre elles, toutes deux en Écosse. En effet, selon le critique de bédé Henri Filippini « son éditeur craignant un pépin de santé l’empêchant de mener à bien son nouvel album, Roger Leloup a été prié de réaliser un récit plus court. Ce fut chose faite en une trentaine de pages, puis la forme étant toujours là, il a imaginé une seconde partie liée à la première. »

## Résumé
La première aventure emmène Yoko, Émilia et Bonnie dans un voyage dans le temps en 1934 pour y sauver deux enfants d'une mort accidentelle.
La seconde aventure délaisse Bonnie, implique Yoko, Émilia, le trio, Rosée, mais aussi une nouvelle venue, Dinah, dans une tentative contrariée de rapatrier une momie en Égypte. C'est l'occasion de faire ressurgir l'antique Handley Page H.P.42 aperçu dans l'album Message pour l'éternité, mais le mêle à des avions contemporains comme un petit hydravion, mais aussi à des avions de science-fiction comme le Tsar, qui fonctionne à l'antigravitation et auquel Yoko a ajout son assistante Akina, de technologie vinéenne.

## Personnages
| Trio                                  | Terriens                                                                                 | Alliés Vinéens | Adversaires  |
| ------------------------------------- | ---------------------------------------------------------------------------------------- | -------------- | ------------ |
| - Yoko Tsuno - Vic Vidéo - Pol Pitron | - Émilia Mac Kinley - Bonnie - Rosée du matin - Milord - Dinah - Sir Archibald MacDougal | - Akina        | - Sir Harold |

## Éditions
Le titre est disponible en édition cartonnée standard et en édition luxe grand format (257 × 367 mm) de 96 pages avec une couverture inédite et comprenant un making of de 32 pages.

## Critiques
Les critiques sur cet album sont partagées pour cet inhabituel diptyque qui laisse sans réponse une partie de l'intrigue initiale, comme le mystère qui entoure la roche qui est à l’origine de la première histoire. Sur le site bdgest, S. Salin critique tant le dessin en estimant « que les physionomies de tous les personnages, à commencer par le rôle-titre, sont les victimes d’une approximation qui tranche singulièrement avec la précision apportée à dessiner les décors, le Tsar ou une locomotive à vapeur » que le scénario : « Yoko a toujours été une jeune fille bien sous tous rapports, mais avec le temps la vertu devient naïveté. Ses premiers lecteurs ont vieilli, le monde a évolué, toutefois la demoiselle demeure figée dans un univers où les méchants ne le sont pas vraiment et où tout finit bien. » Sur ce même site, tant en saluant « la précision de son dessin pour tout ce qui est technique (...) son amour pour les avions, ainsi que la liberté que représente le vol (...) chaque avion, chaque engin devenant en quelque sorte les héros de ce livre », un lecteur pointe la difficulté pour l'auteur à gérer une galerie de personnages secondaires de plus en plus proliférante.
À l'inverse, pour le site planetebd, Mick Léonard estime que « cette nouvelle aventure de Yoko Tsuno est une parfaite illustration de sa manière très professionnelle de raconter une histoire. De grands enjeux, beaucoup de bons sentiments chez nos héros, et des scènes d'action bien séquencées (...) Mais chacune des deux intrigues est bien menée, et contient des moments de tension où la lecture s'accélère. La précision du dessin de Leloup, à l'exception peut-être des visages de ses personnages, est par ailleurs un plaisir en soi, avec notamment ces très belles voitures ou carlingues d'avion. » Le critique Henri Filippini salue globalement l'album dont « Le scénario nous permet de retrouver des personnages et des décors familiers est riche en rebondissements, respectueux sans pour autant tomber dans la mièvrerie, entre énigme policière et science-fiction. L’âge n’empêche pas Roger Leloup de parfaitement maîtriser son trait et ses personnages aux silhouettes plus élancées qu’à leurs débuts évoluant dans des décors superbes toujours aussi travaillés. Les couleurs du vieux compagnon de route Vittorio Leonardo sont elles aussi dans la droite ligne des épisodes précédents. Seul le lettrage pas toujours très lisible aurait peut-être pu être confié à un lettreur au trait plus affirmé. »
Lors de sa sortie, l'album figure parmi les meilleures ventes du moment.